# Гіперказуальна гра
Гіперказуальна гра — це відеогра, яка не вимагає великих зусиль для ігрового процесу. Особливість гіперказуальних ігор в тому, що в основному вони безплатні, мають спрощений інтерфейс користувача, не вимагають спеціального навчання або інструкції для ігрового процесу. В основному застосовується 2D-дизайн з простою колірною схемою і легкі, що не вимагають особливих зусиль механіки, які часто є нескінченно-зацикленими. Часто гіперказуальні ігри обговорюються як бізнес-модель, а не повноцінний жанр ігор. Через відсутність стійкої внутрішньоігрової економіки та відсутності ціни, у більшості гіперказуальних ігор дохід здебільшого внаслідок показу реклами.
Типи внутрішньоігрових рекламних оголошень:
- Відео з винагородою (коли гравець дивиться ці рекламні ролики, йому дається нагорода внутрішньоігровими ресурсами)
- Банерна реклама (реклама, що пасивно знаходиться на екрані користувача, натиснувши на неї відкривається сайт рекламодавця)
- Міжсторінкові оголошення (рекламні оголошення, що показуються між рівнями або деяку їхню кількість)

## Історія
Гіперказуальні ігри набули поширення у 2017 році на мобільних пристроях, але часто розглядаються як жанр, схожий на відеоігри 1970-х років, у яких відсутній детально опрацьований дизайн та ігровий процес. Першою гіперказуальною грою, яка набула широкої популярності, була Flappy Bird, яка мала понад 50 мільйонів завантажень і приносила близько 50 000 доларів в день на піку своєї популярності. Після того, гіперказуальні ігри лідирували в топчартах магазинів мобільних ігор Google Play та App Store (iOS). Згідно з інформацією EEDAR, більшість користувачів мобільних відеоігор грають у багатозадачному режимі, і через їхню простоту гіперказуальні ігри стають все більш популярними серед цих користувачів. У 2016 році ігрова компанія Ubisoft придбала Ketchapp (одного з розробників гіперказуальних ігор). У 2017 році Goldman Sachs інвестував 200 мільйонів доларів у компанію Voodoo, що займається гіперказуальними іграми.